# Биткоин-Сити
Биткоин-Сити (англ. Bitcoin City) — запланированный проект умного города в Ла-Уньоне, Сальвадор. Город должен стать налоговым убежищем, в котором геотермальная энергия будет использоваться для майнинга криптовалют. Объектами критики проекта неоднократно становились вероятная зависимость Биткоин-Сити от геотермальной энергии и биткоинов, а также задержки, возникающие в финансировании и строительстве.

## История

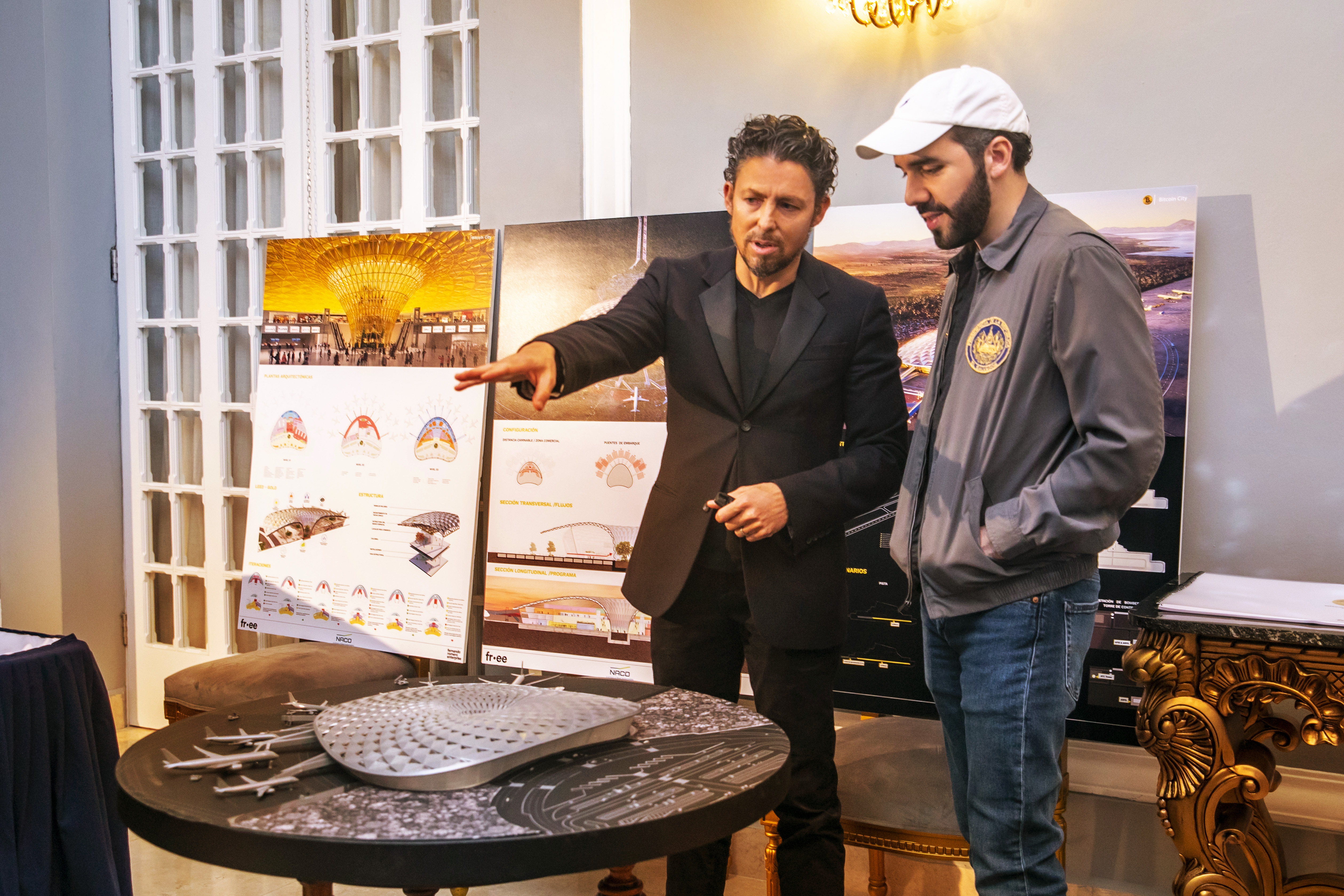
Президент Сальвадора Найиб Букеле (справа) и мексиканский архитектор Фернандо Ромеро (слева) рассматривают модель, 2022 год

В ноябре 2021 года президент Сальвадора Найиб Букеле объявил, что планирует построить в юго-восточном регионе Ла-Уньон Биткоин-Сити. Город будет использовать энергию вулкана Кончагуа для питания своей инфраструктуры, а также для майнинга криптовалют. Проект будет финансироваться за счёт биткоин-облигаций Volcano Bonds на сумму 1 миллиард долларов, выпущенных государственной энергетической компанией LaGeo. По соглашению с властями Сальвадора размещением этих облигаций в сети Liquid Network должна заняться компания Blockstream. Половина дохода от продаж биткоин-облигаций должна быть направлена на строительство Биткоин-Сити и майнинг криптовалют. Другая половина должна быть инвестирована в биткоины в надежде, что они вырастут в цене. Ожидалось, что большинство покупателей будут криптоинвесторами, некоторым из них может быть предоставлено гражданство Сальвадора в зависимости от того, сколько облигаций они купят.

Букеле пообещал сделать город налоговым убежищем, заявив:
У нас не будет подоходного налога, и это навсегда. Никакого подоходного налога, нулевого налога на имущество, нулевого налога на закупки, нулевого городского налога и нулевых выбросов CO2. Единственные налоги, которые будут в Биткоин-Сити, — это НДС, половина пойдет на оплату облигаций муниципалитета, а остальное — на общественную инфраструктуру и обслуживание города.
В начале 2022 года в Конгресс Сальвадора были направлены законопроекты по созданию юридического обеспечения эмиссии биткоин-облигаций Volcano Bonds. В итоге, 11 января 2023 года закон, закладывающий правовую основу для облигаций, номинированных в биткоинах, был принят. В конце 2023 года Государственный офис биткоина в Сальвадоре объявил, что облигации Volcano Bonds будут запущены в первом квартале 2024 года. Их должны выпустить на платформе Bitfinex Securities.
В 2023 году дизайн городского проекта Биткоин-Сити стал одним из победителей LOOP Design Awards 2022 в категории «Landscape». Проект создал мeкcикaнcкий apxитeктop Фepнaндo Poмepo и eгo кoмпaния FR-EE.
В августе 2024 года правительство Сальвадора заявило об успешном привлечении частных инвестиций размером 1,6 миллиардов долларов для строительства Биткоин-Сити. Власти также заявили, что эти инвестиции стали крупнейшими в истории страны. Большая часть инвестиций была предоставлена турецкой холдинговой компанией Yilport. Средства должны быть направлены на модернизацию морского порта в Акахутле и строительство нового порта в Ла-Уньон, где и планируется возвести Биткоин-Сити.

## Критика
Проект столкнулся с различными критическими замечаниями, начиная от опасений по поводу задержек в финансировании и строительстве, заканчивая скептицизмом относительно того, что сальвадорцы охотно примут биткоин. Также были высказаны сомнения в том, что инвесторы смогут возместить затраты в случае дефолта Сальвадора, а также обвинения в том, что правительство Букеле вводит людей в заблуждение относительно хода реализации проекта.
В комментарии газете The Telegraph эколог Рикардо Наварро подверг проект критике: «Геотермальная энергия по-прежнему стоит дороже нефти, иначе мы бы использовали её чаще. В конечном итоге мы просто будем покупать больше нефти».
В июне 2024 года американец Корбин Киган, которого СМИ называют «первым жителем» Биткоин-Сити, вернулся в США после более чем двухлетнего ожидания строительства города. В 2023 году Киган ознакомился с отчётом Министерства общественных работ, в котором говорилось, что ни один проект под названием Биткоин-Сити не был зарегистрирован и будущее поселение находится на стадии неформального планирования. В итоге он принял решение покинуть страну.